# Gritzen
Gritzen ist eine Fraktion bzw. Rotte in der Gemeinde St. Veit in Defereggen im Defereggental (Osttirol). In Gritzen lebten am 1. Jänner 2024 85 Einwohner.

## Geographie
Gritzen ist eine der sechs Fraktionen von St. Veit, wobei Gritzen etwa im Zentrum des Gemeindegebiets liegt. Die Siedlungen von Gritzen erstrecken sich vom Talboden des Defereggentals in rund 1260 Metern auf der Sonnenseite des Tals bis zur höchstgelegenen Hofstelle Ranz in rund 1580 Metern. Die Siedlungen liegen dabei an den Südabhängen des Gritzer Riegels (Lasörlinggruppe). Lediglich der Sportplatz der Gemeinde St. Veit befindet sich auf der Schattenseite des Tals. Zu Gritzen gehören die Weiler Osing und Inneregg, die Streusiedlungen Obergritzen und Untergritzen, die Einzellagen Groll, Mühler und Ronach sowie die Gritzer Alm und die Stemmeringalm.
An das Straßennetz ist Gritzen im Talboden durch die Defereggentalstraße angebunden, wobei die Straßen von Zotten (Fraktion Görtschach) über die Einzelhöfe Groll und Mühl in den Weiler Osing führt. Von Osing führt eine Brücke über die Schwarzach zum Sportplatz. Nach Osing zweigt eine Straße nach Nordosten ab, die zum Weiler Egg und zum Einzelhof Ronach und weiter in die Dörfer Linden und St. Veit führt. Von St. Veit aus erreicht man nach Westen fahrend schließlich die Streusiedlungen Obergritzen und Untergritzen.

## Geschichte
Im Mittelalter lagen mehrere Schwaigen (Urhöfe) auf dem Gebiet der heutigen Fraktion. Im Tal befand sich die Schwaige in der Osingkh (Osing), die als Grundherrschaft zum Teil der Familie von Lasser und zum Teil Lehen gehörte. Die Schwaige am Egk (Egg) gehörte zur Grundherrschaft der Familie Lasser von Zollheim, östlich lagen die Rauten (Neurodungen) Obernach (Rune) und Unterranach (Mühlraut). Hinzu kam die Schwaige Griezn (Grizen), die zwischen der Familie Lasser von Zollheim und dem Pfarrvidum St. Veit geteilt war. Hier lagen zudem die Unterwegerraut und die Raut Guggenberg, die beide der Familie Lasser unterstanden. Der Name Gritzen leitet sich vom slawischen Wort gorica (kleiner Berg, Bühel) ab, wobei sich der Name in zahlreichen weiteren Flurnamen der Umgebung (Gritzerklammbach, Gritzer Almbach, Gritzer Alm, Gritzer Riegel, Gritzer Bockshorn und Gritzer Hörndle) wiederfindet.
Gritzen wies 1869 eine Bevölkerung von 182 Einwohnern auf, die in 25 Häusern lebten. Im Jahr 1890 umfasste Gritzen ebenfalls 25 Häuser mit jetzt 150 Einwohnern, wobei Gritzen als Dorf mit den Einzelhäusern Mühl und Roonach sowie den Rotten Egg und Groll sowie dem Weiler Asing (Osing) ausgewiesen wurde. Von den 150 Einwohnern waren 91 Frauen und 51 Männer. Bis zum Jahr 1910 schrumpfte die Bevölkerung auf nur noch 115 Einwohner, die jedoch in 36 Häusern lebten. 1923 lebten in der Fraktion Gritzen 134 Menschen in 39 Häusern, wobei für den Weiler Gritzen 47 Menschen in neun Häusern gezählt wurden. 1951 beherbergte Gassen 149 Menschen in 31 Häusern, wobei für Gritzen der Weiler Innergg sowie die Streusiedlungen Obergritzen und Untergritzen ausgewiesen wurden. 1961 wurden von den Statistikern für Gritzen 36 Häuser ausgewiesen, von denen jedoch 10 Almgebäude waren. In den übrigen 26 Häusern lebten zu diesem Zeitpunkt 146 Menschen. 1981 waren 145 Menschen in 25 Häusern, wobei hier die Ortsbestandteile Groll, Inneregg, Nitzen, Obergritzen, Osing, Untergritzen, Kros, Mauer und Mühl ausgewiesen wurden. Seit 1991 wird die Bevölkerung der Ortsbestandteile von Gritzen nicht mehr gesondert ausgewiesen. In diesem Jahr lebten in der Fraktion 120 Menschen in 28 Häusern, wobei 13 lad- und Forstwirtschaftliche Betriebe bestanden. 2001 lebten 132 Menschen in 37 Gebäuden. Es gab zehn Arbeitsstätten und neun land- und forstwirtschaftliche Betriebe.